# 1294 Antwerpia
1294 Antwerpia (1933 UB1) là một tiểu hành tinh vành đai chính được phát hiện ngày 24 tháng 10 năm 1933 bởi Eugène Joseph Delporte ở Đài thiên văn Hoàng gia Bỉ.